# Garolou
Garolou ist eine aus dem kanadischen Québec stammende Folk-Rock-Band, die von 1975 bis 1983 bestand, sich 1993 wieder vereinte und bis heute besteht.

## Diskografie

### Alben
- 1976: Lougarou
- 1978: Garolou
- 1980: Romancero
- 1982: Centre-Ville
- 1999: Mémoire Vive

### Live-Alben
- 1997: Réunion – Live

### Singles
- 1982: Tu ouvres la porte / Parle-moi
- 1982: Je savais pas / Seul au centre-ville
- 1980: Dans Paris / Quand j’étais garçon
- 1980: Dr. Mason / La danse de la limonade
- 1979: La complainte du maréchal Biron / Aux Illinois
- 1978: La retraite de Bonaparte / Je me suis habillé en plumes
- 1978: Victoria / Alouette
- 1977: À toi belle hirondelle / Dis-moi Charles
- 1977: La vendée / Un bon matin